# Eduardo Guimarães
Eduardo Gaspar da Costa Guimarães (Porto Alegre, 30 de marzo de 1892 - Río de Janeiro, 13 de diciembre de 1928) fue un escritor, traductor y periodista brasileño. Es considerado uno de los mayores representantes de la poesía simbolista brasileña. Firmaba sus obras como Eduardo Guimaraens. 
Hijo de Gaspar Eduardo da Costa Guimarães, intentó publicar su primer soneto a los 16 años teniendo que convencer al editor Marcelo Gama de haber sido el autor del mismo. A partir de 1911 colaboró con diversos periódicos de Porto Alegre como el Jornal do Commercio, Folha da Manhã, Diário, A Federação y Correio do Povo. Entre 1912 y 1913 vivió en Río de Janeiro donde colaboró con los periódicos A Hora, Rio-Jornal, A Imprensa y Boa Hora y en la revista Fon-Fon. Entre 1922 y 1928 fue director de la Biblioteca Pública del Estado de Río Grande del Sur.
Perteneció al simbolismo, movimiento que produjo grandes poetas a inicios del siglo XX en Río Grande del Sur. Formó, junto con Cruz e Sousa y Alphonsus de Guimaraens, la llamada "trinidad simbolista" en Brasil. Es patrono de la silla 38 de la Academia Riograndense de Letras. Fue homenajeado como patrono de la Feria del Libro de Porto Alegre de 1969.